# Тухольский, Збигнев (младший)
Зби́гнев И́вар Тухольский (пол. Zbigniew Ivarr Tucholski; 27 ноября 1975 года, Варшава) — польский учёный, историк техники, доцент Института истории науки Польской академии наук. Главный редактор Ежеквартального журнала «История науки и техники». Сын певицы Анны Герман и инженера Збигнева Антония Тухольского.

## Биография
Учился в начальной школе № 176 в Варшаве. Окончил факультет библиотековедения и истории Варшавского университета. Работал на кафедре железнодорожного транспорта транспортного факультета Силезского технического университета в Катовице.
На основе диссертации «Польские государственные железные дороги как транспортное средство войск Варшавского договора. Технология на службе доктрины» получил докторскую степень в июне 2008 года. С 2009 года работает в Институте истории науки Польской академии наук, где в 2015 году получил степень доктора наук на основании диссертации о профессоре Антоне Ксенжопольском.
Был главой Польского общества любителей узкоколейной железной дороги. Сотрудничал с варшавским Железнодорожным музеем. Является оценщиком Министерства культуры и национального наследия Польши.

## Награды и отличия
В 2016 году Фонд содействия науке под эгидой Комитета истории науки и техники Польской академии наук присудил Збигневу Тухольскому премию имени Яна Енджеевича за монографию об Антоне Ксенжопольском. Премия ежегодно присуждается лучшей польской книге, посвященной истории науки и техники.

## Издания
- Лесная железная дорога Липа-Билгорай 1941—1983 (пол.)
- Ирма Мартенс-Бернер: Человеческая судьба. Воспоминания матери Анны Герман . ПРИЛОЖЕНИЕ I. Збигнев И. Тухольский: История меннонитской колонии Кубань Вольдемфюрст/Великоняжеское и Александрфельд/Александродар ISBN 978-83-7295-299-8 (пол.)
- Польские государственные железные дороги как транспортное средство для войск Варшавского договора (пол.)
- Профессор Антони Ксенжопольский. Создатель польской школы локомотивостроения. Главная библиотека Варшавского технологического университета, Варшава, 2015 г.[6] (пол.)
- Вроцлавско-Тшебницко-Прусицкая железная дорога, Жмигродско-Милицкая железная дорога 1894—1945, Вроцлавская узкоколейная железная дорога 1945—1991 авторы Януш Голашевский, Михал Ерчинский, Томаш Пол, Михал Зайферт, Збигнев Тухольский (пол.)
- Насельская узкоколейная железная дорога. 2007 ISBN 978-8391525982 (пол.)
- Два моста в Варшаве. 150 лет мосту Кербедзя и 100 лет мосту Понятовского, авторы Збигнев Тухольский, Януш Рымша, Гражина Валуга ISBN 978-8363269609 (пол.)
- Варшавские порты на Висле. История инфраструктуры внутреннего судоходства столицы, авторы Анна Мистевич, Збигнев Тухольский ISBN 978-83-63269-37-1 (пол.)
- Статьи в польском журнале «Железнодорожный мир»[пол.] об истории техники.